# Love + Fear
Love + Fear (estilizado como LOVE + FEAR) é o quarto álbum de estúdio da cantora galesa Marina, conhecida anteriormente como Marina and the Diamonds. Lançado em 26 de abril de 2019, o lançamento ocorreu por intermédio da Atlantic Records. O álbum conta com duas versões, incluindo o single principal "Handmade Heaven". Ao lado do anúncio do álbum, Marina anunciou datas da digressão nos Estados Unidos e Reino Unido, com início em abril e conclusão em outubro de 2019.

## Antecedentes
Após o lançamento de Froot (2015), Marina entrou em pausa e, nesse período, colaborou com o grupo Clean Bandit na canção "Disconnect", lançada em junho de 2017, e "Baby", lançada em novembro de 2018. Após a alteração em seu nome artístico, lançou o single principal do álbum, "Handmade Heaven", em fevereiro de 2019. Em 14 de fevereiro de 2019, Marina anunciou, por meio do Instagram, o lançamento do álbum, descrevendo-o como um compêndio duplo de oito faixas.

## Alinhamento de faixas
Love + Fear – Love
| N.º | Título                                                | Duração |  |
| 1.  | "Handmade Heaven"                                     | 3:29    |  |
| 2.  | "Superstar"                                           | 3:53    |  |
| 3.  | "Orange Trees"                                        | 3:07    |  |
| 4.  | "Baby" (em colaboração com Clean Bandit e Luis Fonsi) | 3:25    |  |
| 5.  | "Enjoy Your Life"                                     | 3:37    |  |
| 6.  | "True"                                                | 3:30    |  |
| 7.  | "To Be Human"                                         | 4:06    |  |
| 8.  | "End of the Earth"                                    | 3:42    |  |

Love + Fear –  Fear
| N.º | Título              | Duração |  |
| 9.  | "Believe in Love"   | 3:31    |  |
| 10. | "Life Is Strange"   | 3:18    |  |
| 11. | "You"               | 3:32    |  |
| 12. | "Karma"             | 3:24    |  |
| 13. | "Emotional Machine" | 3:16    |  |
| 14. | "Too Afraid"        | 3:23    |  |
| 15. | "No More Suckers"   | 3:15    |  |
| 16. | "Soft to Be Strong" | 3:48    |  |